# A festmény bosszúja
A festmény bosszúja (Provenance) az Odaát című televíziós sorozat első évadjának tizenkilencedik epizódja.

## Cselekmény
Újabb eset kelti fel Dean és Sam figyelmét: egy fiatal párt brutálisan meggyilkolnak -elvágják a torkukat-, miután azok egy 1910-es festményt vásároltak. Irány New York!
Érkezésük után a fivérek átkutatják a gyilkosság helyszínének használt házat, majd miután itt nem találtak semmit, betoppannak egy jótékonysági árverésre, ahová a történtek után a festményt szállították. Itt meg is találják a képet, Sam pedig megismerkedik a házigazda lányával, Sarah-val, akit később randira is hív. A beszélgetésnek a lány apja vet véget, miután rájön, hogy Deanék nincsenek a meghívottak listáján – elküldi őket. A fiúk kivesznek egy helyi motelszobát, Sam pedig még aznap este jobban megismerkedik Sarah-val, a megbeszélt randevú közepette. 
Kiderül, hogy aki eddig a festményt megvette, brutális halált halt. A képen egy családot ábrázolnak, melyen a családfő (aki életében lemészárolta családját) mostohalányára pillant, méghozzá nem barátságos pillantással, így valószínűleg most az ő szelleme kísért. Hogy minél több gyilkosságot előzzenek meg, Winchesterék betörnek a galéria raktárába, és felgyújtják a képet. Másnap Dean észreveszi, hogy tárcáját -valószínűleg a raktárban- elvesztette, így öccsével visszatérnek oda. A tárcát ugyan megtalálják, de ennél nagyobb szörnyűséggel találják szembe magukat: a festménynek semmi baja, éppen eladni készülnek.
Sarah-t is beavatva, a lánytól megtudják, ki vette meg a képet, ám mire annak lakásához érnek, az idős nőt holtan találják, elvágott torokkal. A három fiatal még elszántabbá válik, és felgyújtják a képen lévő férfi sírját, majd elmennek a képen lévő festményen szereplő kriptába, ahol a férfi által megölt gyerekek hamvai is vannak. Éjszaka a szellem megjelenik és Sam és Sarah életére tör, de meglepő módon nem a férfi kísértete, hanem annak mostohalányáé, Melanie-é. Sam fejében összeáll a kép: a kislány lemészárolta nevelőszüleit és családját, majd végzett magával, ezzel az apára terelve a gyanút, a férfi pedig ezért néz lányára a képen olyan komor pillantással, mert figyelmeztetni akarja az embereket. Míg Samék a kísértet ellen küzdenek, Dean visszasiet a kriptába, és Sam javaslatára megsemmisíti az ott található babát, mivel az Melanie-é volt, és annak néhány hajszálát is tartalmazza. Mikor a játékszer elég, a szellem is szertefoszlik, a férfi arca pedig normális irányba áll a festményen.
Másnap a képet elszállítják a városból, mielőtt pedig bátyjával tovább indulna, Sam érzéki búcsút vesz Sarah-tól; megcsókolja a lányt…

## Természetfeletti lények

### Szellem
A szellem egy olyan elhunyt ember lelke, ki különös halált halt, és lelke azóta az élők közt kísért, általában egy olyan helyen, mely fontos volt az illetőnek földi életében. Szellemekből sok van: kopogószellem, bosszúálló szellem, vagy olyan szellem, mely figyelmezteti az embereket egy közelgő veszélyre.

### Melanie Merchant szelleme
Melanie egy 1910-es években élő kislány volt, akit a Merchant család fogadott örökbe, miután a kislány szüleit meggyilkolva találták ágyukban. 
Csakhogy a tettes valójában Melanie volt, aki ezután lemészárolta a Merchant famíliát is, majd magával is végzett, így a családfőre, Isaiah-ra terelte a gyanút. 
Évtizedek teltek el, és akik megvették Merchanték régi, családi festményét, azokat mind holtan, elvágott torokkal találták meg otthonukban, Melanie szelleme ugyanis megölte őket.
Mialatt a gyilkosságok történtek, a képen lévő családból az apa, Isaiah feje elmozdult, és mostohalányára kezdett el nézni komor pillantással, így figyelmeztetni próbálta az embereket Melanie valódi kilétére.
Mivel a képet nem lehetett megsemmisíteni, a kísértetet csupán úgy tudták elpusztítani, hogy felégették Melanie utolsó földi maradványát: egy játékbabát, melynek fejére Melanie valódi haja volt beültetve.

## Időpontok és helyszínek
- 2006. október 1-9. – New Paltz, New York

## Zenék
- Steve Carlson – Night Time
- Grand Funk Railroad – Bad Time (To Be In Love)
- Extreme – Romantic Pieces
- Black Toast Music – One More Once